# Szladujevo
Szladujevo (macedónul: Сладуево) település Észak-Macedóniában, a Pelagonijai körzet Demir Hiszar-i járásában.

## Népesség
| Lakosok száma | 106  | 126  | 109  | 96   | 105  | 87   | 81   | 77   | 52   |
|               | 1948 | 1953 | 1961 | 1971 | 1981 | 1991 | 1994 | 2002 | 2021 |

- 2002-ben 77 lakosa volt, akik mindannyian macedónok.